# Crowell (Oxfordshire)
Crowell – wieś i civil parish w Anglii, w Oxfordshire, w dystrykcie South Oxfordshire. W 2001 civil parish liczyła 100 mieszkańców. Crowell jest wspomniana w Domesday Book (1086) jako Clawelle.